# 제3회 베네치아 국제 영화제
제3회 베네치아 국제 영화제는 1935년에 열린 시상식이다. 이탈리아 베니스에서 개최되었다.

## 수상 및 후보

### 황금사자상
- 안나 카레니나 - 클라렌스 브라운 수상

### 무솔리니 컵
- Casta diva - Carmine Gallone 수상

### 작품상(칼라)
- 베키 샤프 - 로우벤 매모울리언 수상